# Chyliza amnoni
Chyliza amnoni är en tvåvingeart som beskrevs av Shatalkin 1998. Chyliza amnoni ingår i släktet Chyliza och familjen rotflugor. Inga underarter finns listade i Catalogue of Life.